# Bhadsar
Bhadsar (en népalais : भाडसर) est un comité de développement villageois du Népal situé dans le district de Sarlahi. Au recensement de 2011, il comptait 3 972 habitants.